# Pierre-Joseph Garidel

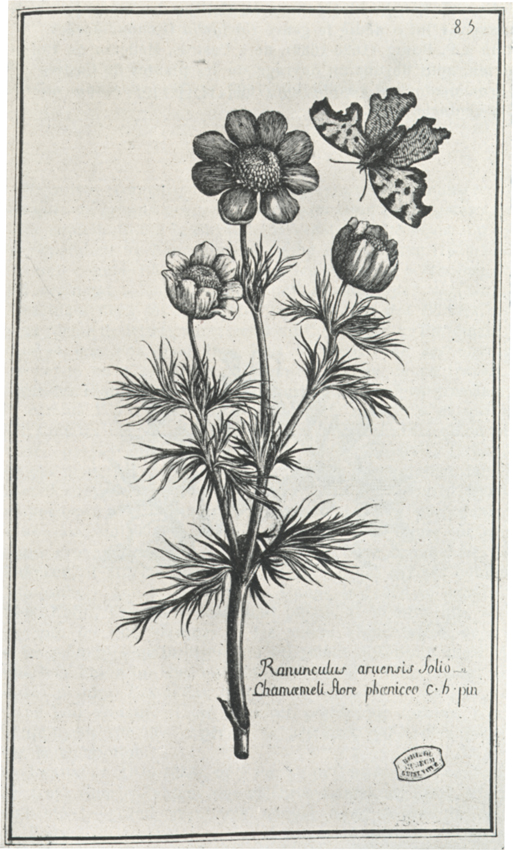
Ranunculus arvensis in Histoire des plantes qui naissent aux environs d’Aix (1715).

Pierre-Joseph Garidel (* 1. August 1658 in Manosque; † 6. Juni 1737 in Aix-en-Provence) war ein französischer Arzt und Botaniker.

## Leben und Wirken
Pierre-Joseph Garidel ist der Sohn des Rechtsanwaltes Pierre Garidel und dessen Frau Louise von Barthelemy. Er studierte an der Universität Aix-en-Provence unter Honoré Bicaise und Antoine Mérindol (1570–1624) Medizin.
Gemeinsam mit Joseph Pitton de Tournefort und Charles Plumier erforschte er 1678 die Pflanzenwelt der Regionen Dauphiné und Savoyen.
23. Juni 1682 wurde er in Aix-en-Provence zum Doktor der Medizin promoviert, wo er später auch als Professor für Anatomie wirkte. Auf Vorschlag von Tournefort wurde er am 4. März 1699 korrespondierendes Mitglied der Académie des Sciences.
Sein 1715 erschienenes Werk Histoire des plantes qui naissent aux environs d’Aix-en-Provence zählt zu den ersten Floren Frankreichs. Als Erster behandelte er darin systematisch die Pflanzenwelt der Provence. Er beschrieb drin u. a. ausführlich die Weintraube, den Rebstock und die Weinherstellung in der Provence.
Joseph Lieutaud (1703–1780) war sein Neffe.

## Dedikationsnamen
Joseph Pitton de Tournefort benannte ihm zu Ehren die Gattung Garidella der Pflanzenfamilie der Hahnenfußgewächse (Ranunculaceae).

## Werke
Histoire des plantes qui naissent aux environs d’Aix-en-Provence et dans plusieurs autres endroits de la Provence. Aix, 1715